# Ми (літературна група)
«Ми» — літературна група українських письменників у Варшаві у період міжвоєнного двадцятиліття.

## Історія
«Ми» — це група українських письменників у Варшаві, що згрупувалася навколо видання однойменного журналу. Попередницею групи «Ми» була група «Танк», яка зорганізувала видавництво «Варяг». Видавництво друкувало, зокрема, твори Наталі Лівицької-Холодної, Святослава Гординського, Бориса Ольхівського та інших українських письменників, тут виходив і літературний неперіодичний журнал «Ми».
Група і журнал відіграли важливу роль у розвитку української літератури на території Польщі перед Другою світовою війною.
Засновниками групи були Євген Маланюк, Андрій Крижанівський, Наталя Лівицька-Холодна. Входили до неї українські письменники, що проживали у Варшаві та за її межами, а також львівська літературна молодь, що припинила свої стосунки з «Вісником» Дмитра Донцова.